# Ястшембе-Гурне (Лодзинське воєводство)
Ястшембе-Гурне (пол. Jastrzębie Górne) — село в Польщі, у гміні Александрув-Лодзький Згерського повіту Лодзинського воєводства.
Населення — 148 осіб (2011).

## Демографія
Демографічна структура станом на 31 березня 2011 року:
|          | Загалом | Допрацездатний вік | Працездатний вік | Постпрацездатний вік |
| -------- | ------- | ------------------ | ---------------- | -------------------- |
| Чоловіки | 72      | 12                 | 48               | 12                   |
| Жінки    | 76      | 21                 | 38               | 17                   |
| Разом    | 148     | 33                 | 86               | 29                   |